# Мечетка (приток Урала)
Мечетка (в верховье Кукряк) — река в России, протекает по Кувандыкскому району Оренбургской области.

## География
Устье реки находится в 1541 км от устья реки Урал по правому берегу. Длина реки составляет 19 км.

## Данные водного реестра
По данным государственного водного реестра России относится к Уральскому бассейновому округу, водохозяйственный участок реки — Урал от города Орск до впадения реки Сакмара. Речной бассейн реки — Урал (российская часть бассейна).
Код объекта в государственном водном реестре — 12010000812112200004379.